# Raumabanen
Raumabanen – linia kolejowa o długości 114,2 km z Dombås (na Dovrebanen) do Åndalsnes, w Norwegii. Linia jest odnogą od głównej linii między Oslo i Trondheim, i nie jest zelektryfikowana. Raumabanen jest jedyną linią kolejową biegnącą w głąb regionu Møre og Romsdal. Istnieje na niej pięć stacji, z których trzy są obsługiwane przez Zarząd Kolei. Pięć stacji to: Dombås, Lesja, Lesjaverk, Bjorli i Åndalsnes. Pierwotnie na linii znajdowało się 12 stacji. Linia jest obsługiwana przez Norges Statsbaner (NSB), które obsługuje cztery pociągi osobowe na dobę jednostkami 93. Z Åndalsnes istnieją połączenia autobusowe do Ålesund, Molde, Kristiansund, a z Dombås są połączenia kolejowe do Oslo i Trondheim. Latem kursuje specjalny pociąg turystyczny od Åndalsnes do Bjorli, który prowadzony jest lokomotywą parową.